# Міколаш Йозеф
Міколаш Йозеф Чапоун (чеськ. Mikoláš Josef Čapoun; нар. 4 жовтня 1995, Прага) — чеський співак, композитор і колишня модель. Представник Чехії на пісенному конкурсі «Євробачення-2018» в Лісабоні з власною піснею «Lie to Me». 

## Біографія

### Дитинство і моделінг
Міколаш Йозеф народився 4 жовтня 1995 року в Празі в сім'ї музикантів. Його батьки були вчителями англійської мови. Він закінчив Англійську міжнародну школу Праги. Брат Міколаша, Петр, грає на гітарі з 5 років. Міколаш Йозеф наполовину моравець, він ріс у маленькому селі в центральній Богемії. Пізніше він навчався в Англії і закінчив  Лондонську академію музичного та драматичного мистецтва.
У 17 років Міколаш розпочав професійну модельну кар'єру і брав участь у модних показах для  «Diesel», «Prada». Однак, він покинув моделінг через нечесність і зверхність у цій галузі.

### 2015— наш час: Музична кар'єра
Після закінчення модельної кар'єри Йозеф вирішив почати займатися музикою професійно. Він працював як вуличний виконавець і фолк-гітарист у таких європейських містах як Осло, Цюрих, Гамбург та Відень. Міколаш самостійно випустив свій дебютний сингл «Hands bloody» в 2015 році. У наступному році він випустив сингл «Free», який став найпопулярнішим хітом у Чехії. Того ж року він випустив сингл «Believe (Hey Hey)».
Міколашу було запропоновано представляти  Чехію на пісенному конкурсі «Євробачення-2017» в Києві із піснею «My Turn», але він відхилив пропозицію, оскільки не вірив, що пісня йому підходить. У 2017 році музикант випускає сингл «Lie to me». Пізніше він підтвердив, що пісня буде змагатися в чеському національному відборі на  «Євробачення-2018». Пісня «Lie to me» перемогла в національному відборі Чехії і Міколаш буде представляти країну на пісенному конкурсі «Євробачення-2018» у Лісабоні. 10 лютого 2018 року Міколаш Йозеф виступив у Києві як запрошений гість під час першого півфіналу українського національного відбору на «Євробачення-2018».

## Дискографія

### Сингли
| Рік  | Пісня                                         | Найвища позиція в чарті | Найвища позиція в чарті | Найвища позиція в чарті | Найвища позиція в чарті | Найвища позиція в чарті | Найвища позиція в чарті | Найвища позиція в чарті | Найвища позиція в чарті | Альбом                        |
| Рік  | Пісня                                         | CZ                      | AT                      | FR                      | DE                      | PL                      | SC                      | ES                      | SE                      | Альбом                        |
| ---- | --------------------------------------------- | ----------------------- | ----------------------- | ----------------------- | ----------------------- | ----------------------- | ----------------------- | ----------------------- | ----------------------- | ----------------------------- |
| 2015 | «Hands bloody»                                |                         |                         |                         |                         |                         |                         |                         |                         | rowspan="9" Сингл без альбому |
| 2016 | «Free»                                        | 15                      |                         |                         |                         |                         |                         |                         |                         |                               |
| 2016 | «Believe (Hey Hey)»                           |                         |                         |                         |                         |                         |                         |                         |                         |                               |
| 2017 | «Lie to me»                                   | 52                      | 9                       | 122                     | 29                      |                         | 56                      | 39                      | 21                      |                               |
| 2018 | «Me gusta»                                    | 7                       |                         |                         |                         |                         |                         |                         |                         |                               |
| 2019 | «Abu Dhabi»                                   |                         |                         |                         |                         |                         |                         |                         |                         |                               |
| 2019 | «Acapella» (за участю Fito Blanko, Frankie J) | 1                       |                         |                         |                         | 2                       |                         |                         |                         |                               |
| 2019 | «Colorado»                                    | 46                      |                         |                         |                         | 5                       |                         |                         |                         |                               |
| 2020 | «Lalalalalalalalalala»                        | 18                      |                         |                         |                         | 28                      |                         |                         |                         |                               |